# Georg de Lalande
Georg de Lalande (jap. ゲ オ ル グ · デ · ラ ラ ン デ) (ur. 6 września 1872 w Jeleniej Górze, zm. 5 sierpnia 1914 w Tokio) – niemiecki architekt, który mieszkał w Japonii i tam pracował. Jego budynki były przykładem japońskiej secesji.

## Życiorys
Georg de Lalande urodził się w Hirschberg. Obecnie miasto należy do Polski i nosi nazwę Jelenia Góra. Był najstarszym synem Eugena de Lalande i Ottilie de Lalande, W 1894 roku po ukończeniu Wyższej Szkoły Politechnicznej w Berlinie (obecnie Uniwersytet Techniczny w Berlinie) podjął pracę w Urzędzie Budowlanym Uniwersytetu Wrocławskiego, następnie w Urzędzie Budowlanym w Głogowie. Po wyjeździe z Głogowa przez kilka lat pracował jako samodzielny architekt w rodzinnym mieście. W 1901 roku wyjechał do Chin. Tam przez 2 lata pracował w Szanghaju i Tiencinie. W 1903 roku wyjechał do Japonii, gdzie założył firmę „Architekt G. de Lalande”.
W 1914 roku Lalande zachorował na zapalenie płuc i zmarł. Jego żona Edith de Lalande (z domu Pitschke) z którą miał pięcioro dzieci, po jego śmierci wróciła do Niemiec. Tam wyszła za mąż za japońskiego dyplomatę Tōgō Shigenori.

## Zachowane budynki w Jeleniej Górze (wybór)
Część budynków zaprojektowanych przez Georga de Lalande znajduje się w willowej dzielnicy Jeleniej Góry - na Wzgórzu Kościuszki.
- 1898 - Konwaliowy Dom (Krasickiego 4) – budynek w stylu secesyjnym, który zbudował dla siebie. Lalande mieszkał prawdopodobnie na pierwszym piętrze.
- 1898 - willa żony sędziego (Krasickiego 6) (obecnie Przedszkole nr 4). Budynek zbudowany dla sędziego Eichnera. Podpiwniczenie zostało wykonane z granitu, a sam budynek z muru pruskiego. Budynek jest podobny do słynnej willi Tomasa wzniesionej w 1904 w Japonii[1].
- ul. Długa 13. Wpisana do rejestru zabytków nr 740/J z dnia 17.05.1982[4]
- 1907 - budynek Śląskiego Towarzystwa Bankowego (Schlesiche Vereinsbank). Obecnie gmach Sądu Rejonowego ul. Bankowa 18[5]. Projekt architekt wykonał w Jokohamie i przesłał pocztą[1].
- 1900 - dawna łaźnia, obecnie gmach mieszkalny ul. Wyszyńskiego 58[6]

## Projekty zrealizowane za granicą
Większość budynków zbudowanych według projektów Lalande nie zachowała się. 
- Seul - pałac Gyeongbok -  siedziba Generalnego Gubernatora
- Tokio - budynek siedziby firmy Takada Shokai. Został zniszczony podczas trzęsienia ziemi w 1923 roku. Był prawie identyczny jak budynek Sądu rejonowego w Jeleniej Górze[1].
- Kobe - Willa Tomasza (Former Thomas Residence) obecnie częściej używana jest nazwa Weathercock House (Dom Wiatrowskazu)[8]. Dom pochodzi z 1909 roku, a  jego właścicielem był  niemiecki kupiec Gottfried Thomas[9][10].

## Muzeum Architektury w Tokio-Edo
Ponieważ w wyniku klęsk naturalnych jak i działalności człowieka Tokio straciło wiele cennych zabytków architektury, w 1993 roku rząd japoński podjął decyzję o utworzeniu Muzeum Architektury (Tokyo Open Air Architectural Museum), do którego zostało przeniesionych lub zrekonstruowanych 30 budynków ważnych dla  zachowania dziedzictwa kulturowego. Wśród nich znalazł się dom Georga de Lalande. W muzeum umieszczono w nim kawiarnię.

## Galeria

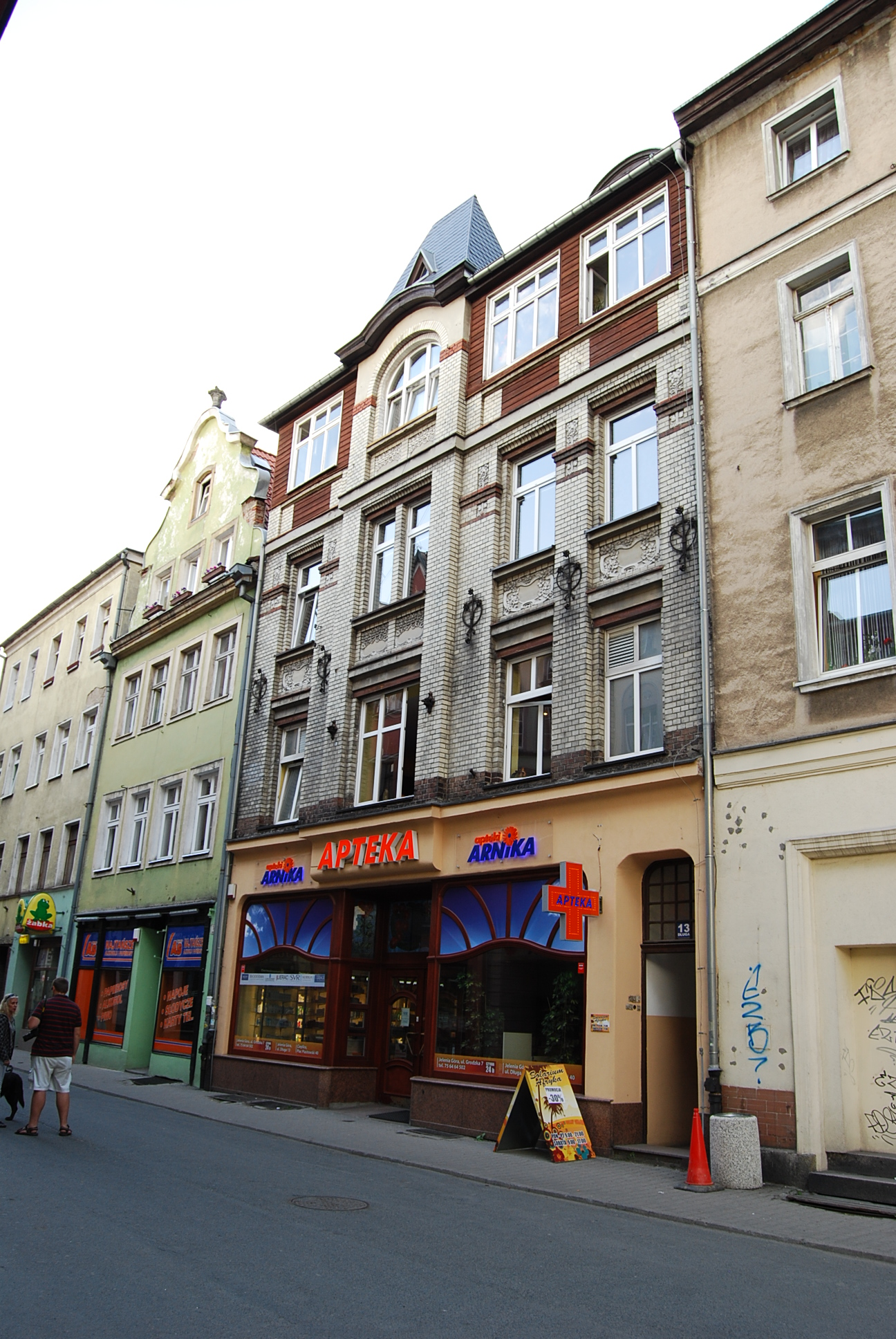
kamienica ul. Długa 13  Jelenia Góra
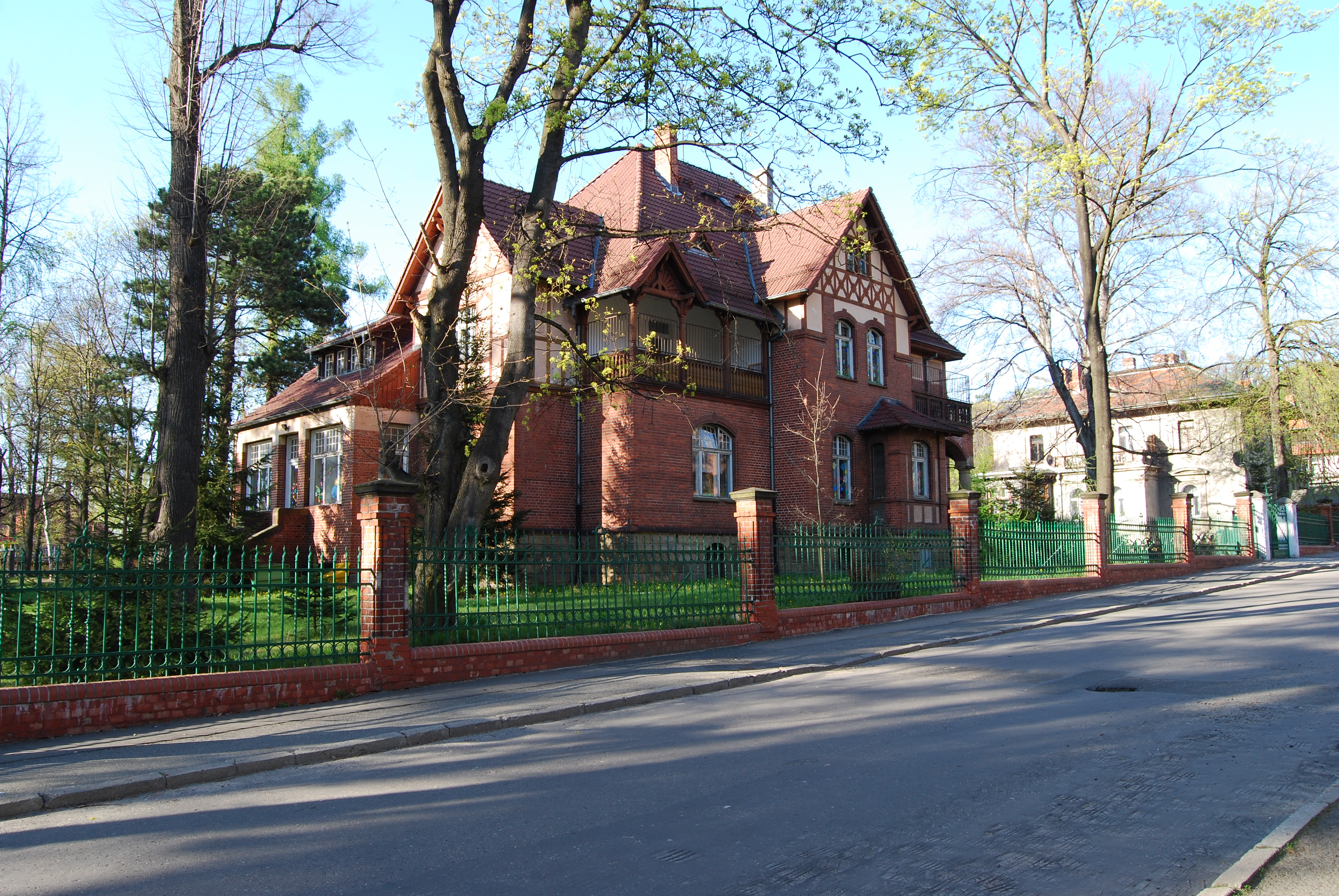
ul. Krasickiego 6  Jelenia Góra
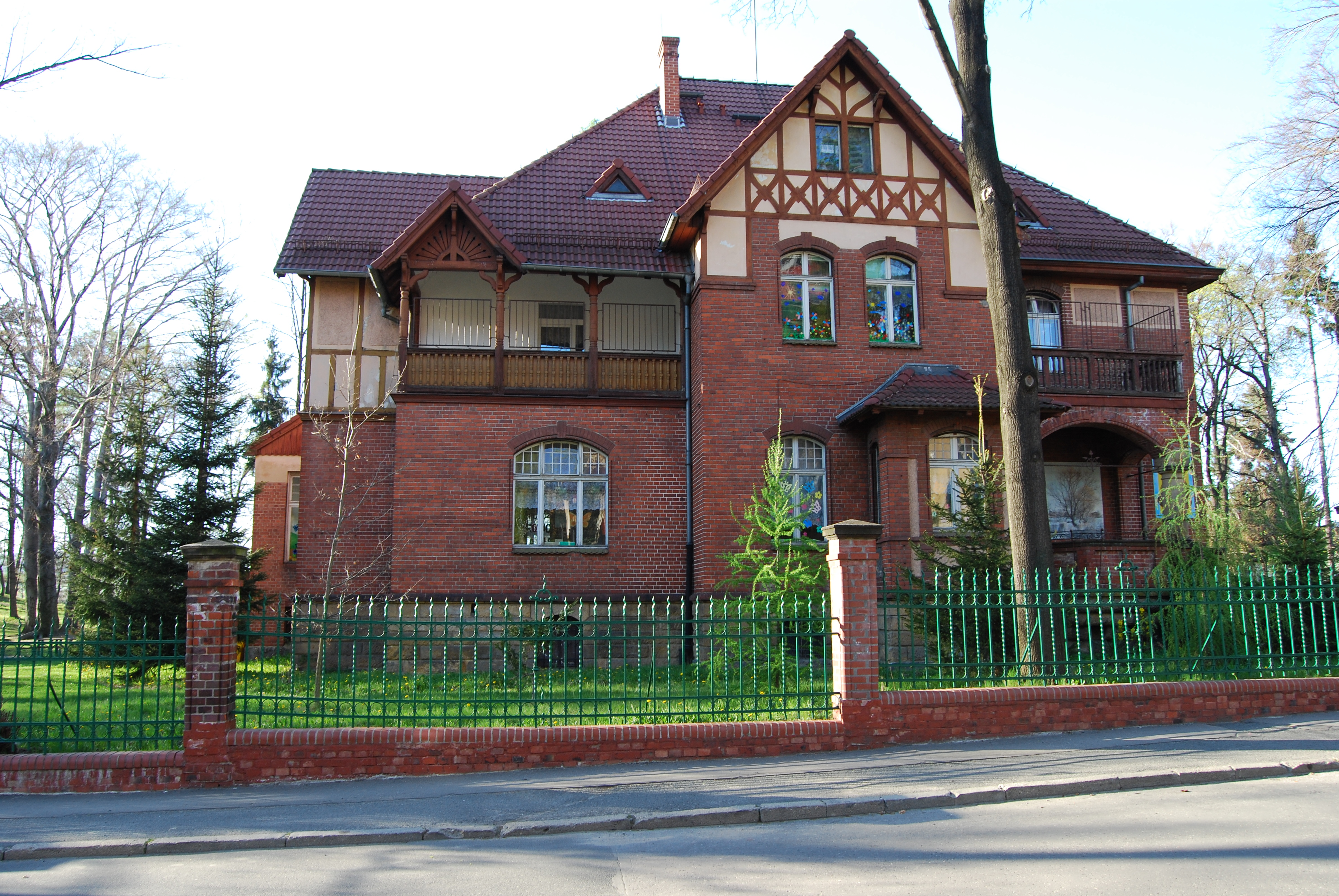
ul. Krasickiego 6  Jelenia Góra
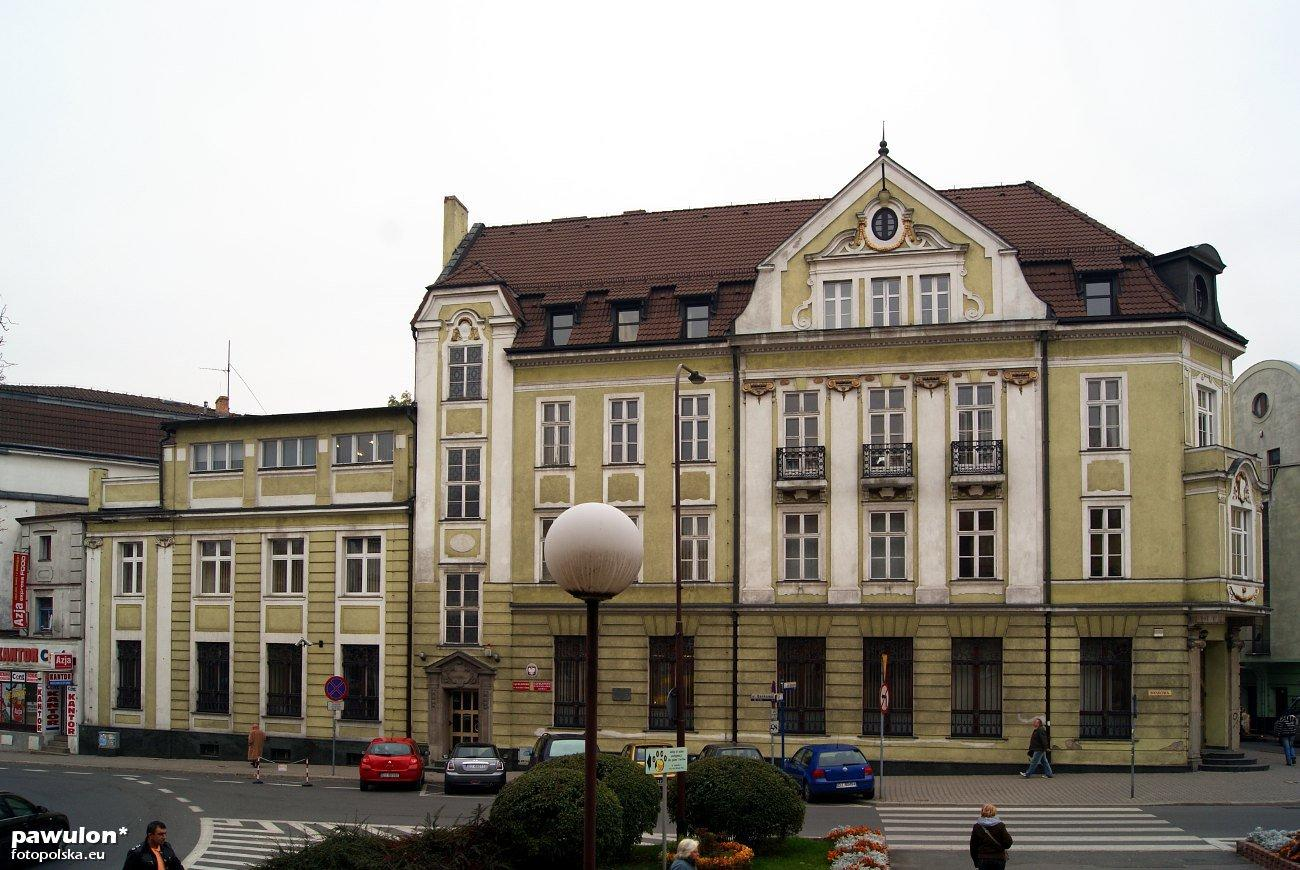
Budynek sądu rejonowego, Bankowa 18  Jelenia Góra
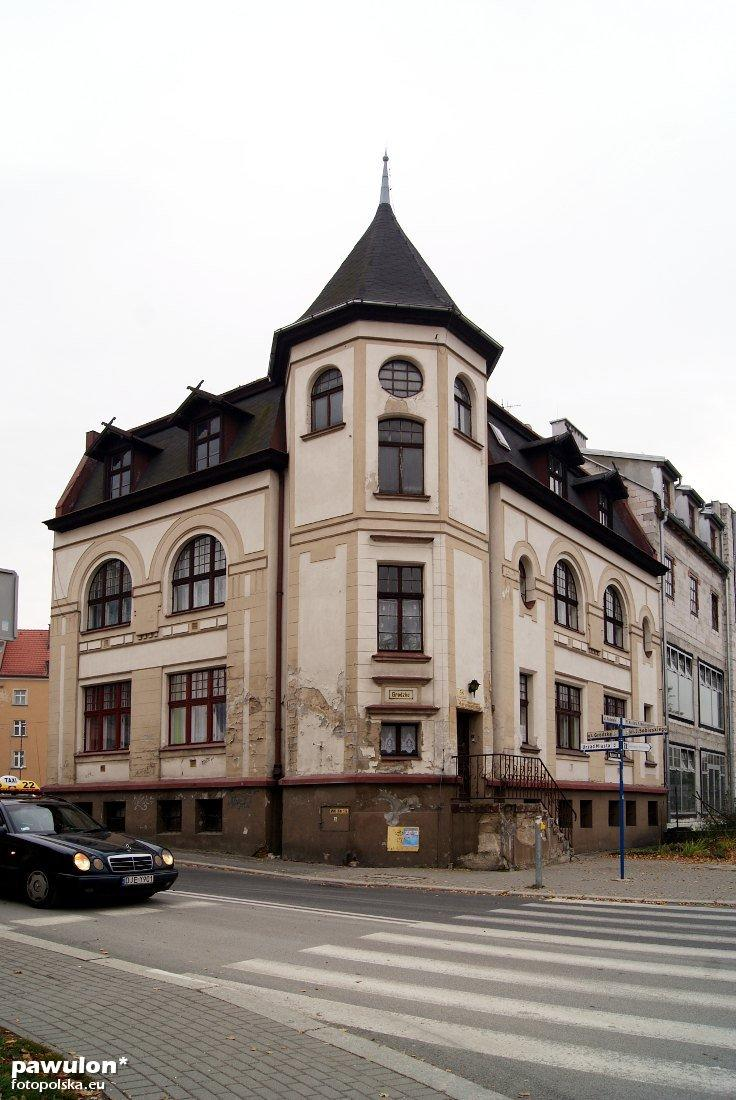
Dawna łaźnia. ul. Wyszyńskiego 58 Jelenia Góra
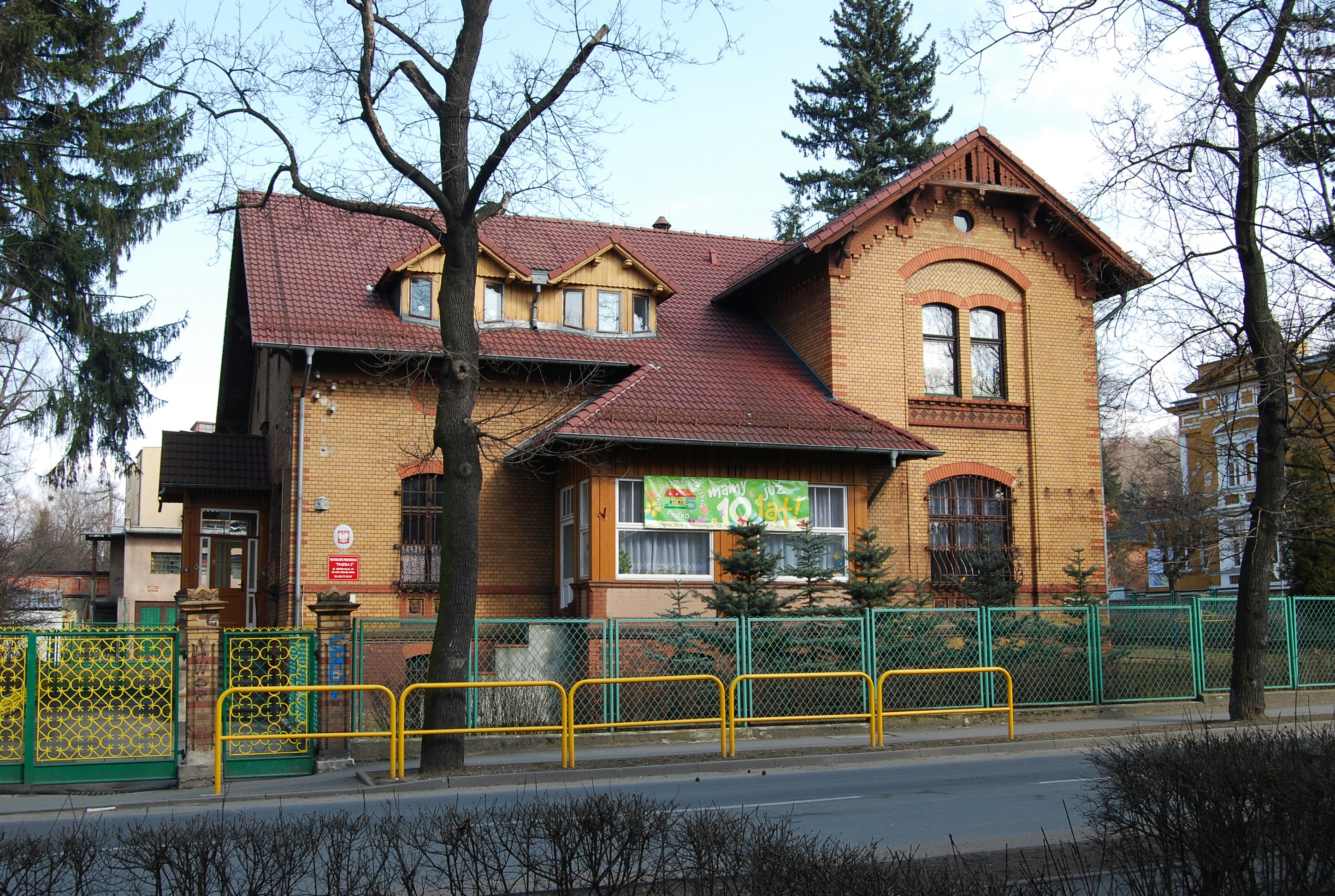
ul. Mickiewicza 19 Jelenia Góra
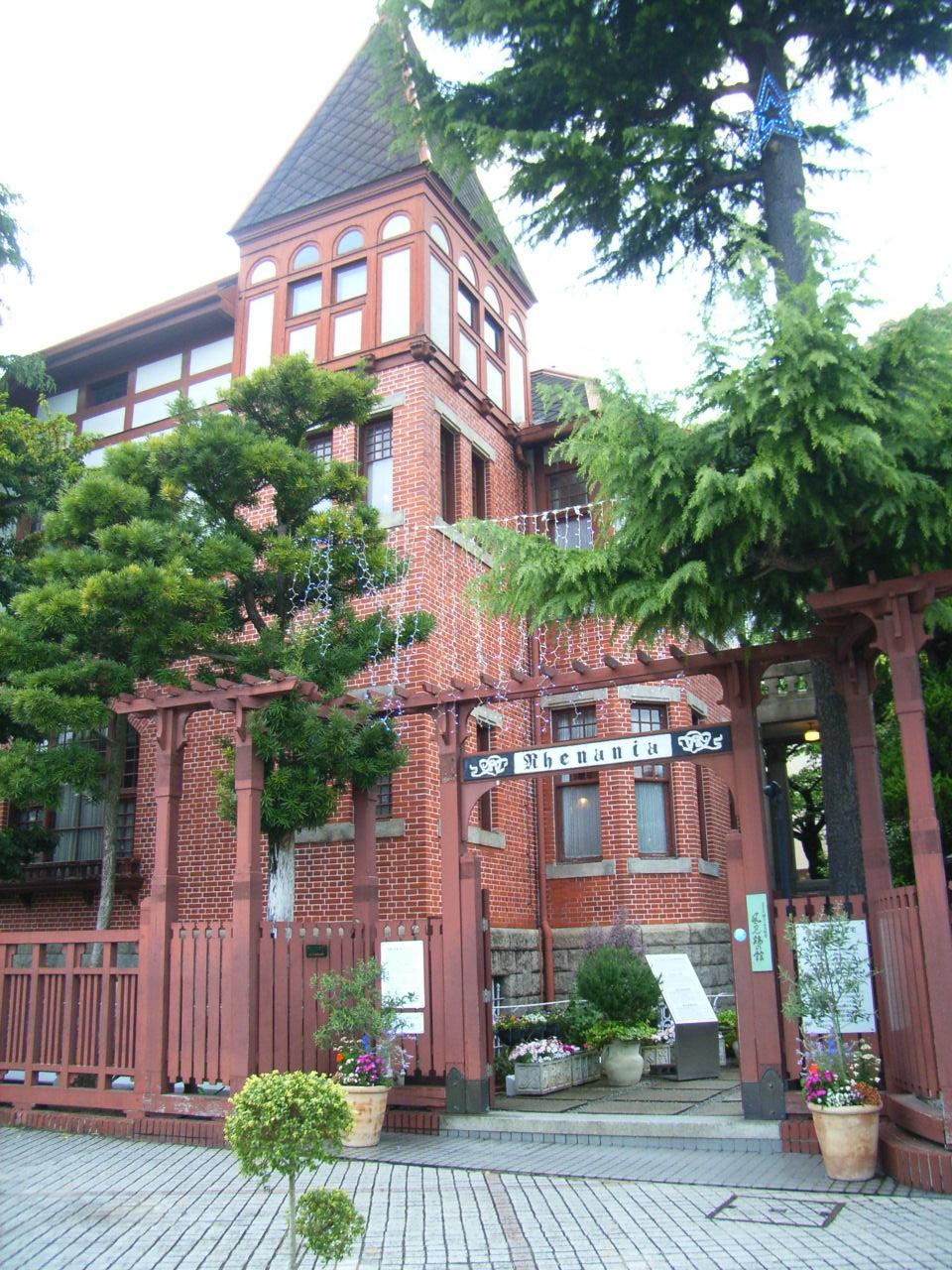
Willa Tomasa w Kobe